# Agostinho dos Santos (futebolista)
Agostinho dos Santos (Passa Quatro, 9 de fevereiro de 1912 – ?) foi um futebolista brasileiro que atuava como zagueiro.

## Carreira
Em 1933, chegou ao São Paulo, estreando em 28 de maio daquele ano.
Entre 1935 e 1936 atuou pelo Santos, onde foi Campeão Paulista em 1935, primeiro título estadual do clube.
Em 1937, voltou ao Estudante Paulista e, no ano seguinte, com a fusão com o São Paulo, retornou ao Tricolor.
Chegou ao Corinthians em 1940. Estreou em 10 de abril de 1940, na derrota para o Fluminense por 5 a 3, em partida amistosa. Ficou no Corinthians até 1942, onde fez 97 jogos (65 vitórias, 15 empates e 17 derrotas).
Em 1942, em um jogo entre a Seleção Paulista e a Carioca, pelo Brasileiro de Seleções, Agostinho levou uma entrada de Zizinho e teve sua perna fraturada, encerrando sua carreira como jogador.
Em 1944, ainda passou novamente pelo São Paulo. Pelo Tricolor, ao todo atuou em 84 partidas.

### Títulos
Santos
- Campeonato Paulista: 1935[3][4]

Corinthians
- Campeonato Paulista: 1941

- Taça São Paulo: 1942

- Torneio Quinela de Ouro: 1942